# Нови Свет (Логатец)
Нови Свет (словен. Novi Svet, итал. Mondonovo) је насељено место у општини Логатец, Средњесловенска регија, Словенија.

## Историја
До територијалне реорганизације у Словенији био је у саставу старе општине Логатец.

## Становништво
У попису становништва из 2011. године, Нови Свет је имао 110 становника.
| Број становника према пописима | Број становника према пописима | Број становника према пописима |
| ------------------------------ | ------------------------------ | ------------------------------ |
| 1991                           | 2002                           | 2011                           |
| 112                            | 94                             | 110                            |

## Галерија
- остаци зграда на граници Италије и Краљевине Југославије између  два светска рата
- остаци зграда на граници Италије и Краљевине Југославија између два светска рата